# Te Busqué
„Te Busqué” este un cântec compus de Nelly Furtado împreună cu Juanes și Lester Mendez pentru cel de-al treilea album al canadienei, Loose. Piesa este o colaborare cu artisul columbian și a fost lansat ca prim single de pe acest material discografic în Spania, ca al patrulea single în America Latină și ca al cincilea single în Olanda și Germania.